# 乾州 (辽朝)
乾州，辽朝时设置州。
乾亨四年（982年）遼國设乾州广德军上节度使于今辽宁省北镇市观音阁街道观音洞，来奉辽景宗的辽乾陵。下辖奉陵县（今辽宁省北镇市观音阁街道观音洞），延昌县（今辽宁省北镇市），灵山县（今辽宁省黑山县东南），司农縣（今辽宁省阜新县东北67里左右务欢池镇）。天辅元年（1117年）金朝得到乾州，放弃。天辅七年（1123年）金朝再次得到乾州。天会八年（1130年）废乾州为闾阳县，属于广宁府。